# (1246) Chaka
(1246) Chaka ist ein Asteroid des Hauptgürtels, der am 23. Juli 1932 vom südafrikanischen Astronomen Cyril V. Jackson in Johannesburg entdeckt wurde.
Benannt ist der Asteroid nach dem Zulukönig Shaka.